# Lourenço Marques (explorador)
Lourenço Marques foi um explorador e comerciante português que viveu na África Oriental e ali efectuou explorações por desígnios comerciais no século XVI.

## Biografia
Em 1544, acompanhado por António Caldeira, comandou expedições na costa de Moçambique, andava em exploração da costa e chegou ao Rio Limpopo, onde tomaram trato com os indígenas. Dali, foram ao Rio Umbeluzi, animados sempre na ânsia de comerciar e enriquecer. Depois, vindo do Rio Maputo, desceram para o mar, e deram na Baía que já antes fora visitada e à qual alguns chamaram "da Boa Morte" e António do Campo chamara "da Lagoa" - e daqui a denominação Inglesa "Delagoa Bay" -, na área hoje denominada Baía de Maputo. Pensaram os dois aventureiros estabelecer ali um grande mercado de produtos do interior, e ali se instalaram, dedicando-se, de início, ao resgate do marfim.
Entretanto, era a notícia da descoberta da baía trazida por D. João de Castro ao Rei D. João III de Portugal, e este, em 1546, mandava reconhecer os rios que nela desaguavam e levantar uma Feitoria fortificada na margem direita do rio chamado "do Espírito Santo", depois tornada de importância enorme.
Entretanto, Lourenço Marques assentara ali definitivamente arraiais, e fizera pactos de paz com os indígenas, entregue não só ao negócio do marfim como ao do cobre, segundo o testemunho do mesmo D. João de Castro, que ali os diz em 1545.
As explorações de 1546 foram dirigidas, evidentemente, pelo colono, que ali já estava havia dois anos, e, pouco a pouco, a baía e os territórios adjacentes começaram a ser ditos "de Lourenço Marques". Esta toponímia perdurou, e a povoação ali criada veio a ser a grande cidade deste nome, Lourenço Marques. Por ordem do Rei de Portugal, D. João III, a baía recebeu o nome de Baía de Lourenço Marques, em sua honra. A pequena fortificação construída pelos Portugueses na margem Sul da baía também foi designada com o seu nome, que perdurou até pouco depois da independência do país africano. A 3 de Fevereiro de 1976, o nome oficial foi mudado para Maputo, assim como o da própria Baía.
Sabe-se que, a 11 de Fevereiro de 1557, recebeu o colono, como recompensa, a nomeação para o cargo de Escrivão da Feitoria de Cochim. De António Caldeira nada mais se soube.